# When Death Comes
When Death Comes – piąty album duńskiego thrashmetalowego zespołu Artillery. Album został wydany 15 czerwca 2009 roku.

## Lista utworów
1. "When Death Comes" – 5:56
2. "Upon My Cross I Crawl" – 5:28
3. "10,000 Devils" – 5:22
4. "Rise Above It All" – 5:32
5. "Sandbox Philosophy" – 4:44
6. "Delusions of Grandeur" – 5:10
7. "Not a Nightmare" – 5:30
8. "Damned Religion" – 5:10
9. "Uniform" – 5:00
10. "The End" - 5:22